# Jeremiah Clarke
Jeremiah Clarke (kb. 1674 – 1707. december 1.) angol barokk zeneszerző és orgonaművész. 

## Élete
Londonban született 1674 körül. John Blow tanítványa volt a Szent Pál-székesegyházban. Később orgonista lett a Chapel Royal-ban.

Egy nálánál jóval előkelőbb család csodaszép leánya iránti elsöprő és reménytelen szenvedélye öngyilkosságba kergette.
Mielőtt főbelőtte magát, az önakasztáson és a vízbe fulladáson gondolkodott. Sorsát egy pénzdarabra bízta, ami feldobás után a sárba esett. Ahelyett, hogy megnyugodott volna, a halál harmadik módját választotta a katedrális kertjében.

Az öngyilkosokat általában nem temették el megszentelt helyen, de Clarke esetében kivételt tettek és a Szent Pál-székegyesház kriptájában kapott nyughelyet. (Más források szerint a katedrális kertjének/udvarának egyik be nem szentelt sarkába temették).
A székesegyház következő orgonistája William Croft lett.
Clarke leginkább egy népszerű billentyűs darabja, az 1700 körül írt A dán herceg indulója c. műve miatt ismert, melyet széles körben Trumpet Voluntary néven említenek.
Kb. 1878-tól az 1940-es évekig a művet - tévesen - Henry Purcell-nek tulajdonították, és Trumpet Voluntary by Henry Purcell címmel adták ki William Sparkes Rövid orgonaművek, VII. könyv, No. 1 kötetében (London, Ashdown and Parry). 
Erre a változatra figyelt fel Sir Henry J. Wood, aki két zenekari átiratot készített belőle és mindkettőt rögzítette.
A felvételek megerősítették azt a téves elképzelést, hogy a mű Purcell alkotása.
Clarke e darabját gyakran választják esküvői zeneként, királyi esküvőkön is.
A leghíresebb a Trumpet Tune in D (szintén tévesen Purcell-nek tulajdonított) műve The Island Princess című féloperájából, amely Daniel Purcell-lel (Henry Purcell öccsével) közös alkotása - valószínűleg ez okozta a félreértést.

## Művei
- Harpsichord and Organ Music (Csembaló- és orgonazene)
- Masses and other religious music (Misék és más vallásos zene - 20 himnuszt és néhány ódát tartalmaz)
- Prince of Denmark's March, ami inkább "Trumpet Voluntary" néven ismert
- Trumpet Tune in D a The Island Princess c. műből

## Fordítás
- Ez a szócikk részben vagy egészben  a   Jeremiah Clarke című angol Wikipédia-szócikk ezen változatának fordításán alapul.  Az eredeti cikk szerkesztőit annak laptörténete sorolja fel. Ez a jelzés csupán a megfogalmazás eredetét és a szerzői jogokat jelzi, nem szolgál a cikkben szereplő információk forrásmegjelöléseként.